# Анищик, Виктор Михайлович
Ани́щик Виктор Михайлович (род. 19 марта 1945, Новоельня, Барановичская область) — советский и белорусский физик, доктор физико-математических наук (1990), профессор (1991), декан физического факультета БГУ (1997—2018).

## Биография
Родился 19 марта 1945 года в г.п. Новоельня Дятловского района (ныне — Гродненской области). После окончания в 1967 году физического факультета Белорусского государственного университета (БГУ) поступил в аспирантуру при кафедре физики твердого тела. С 1970 года работал ассистентом, старшим преподавателем, доцентом физического факультета БГУ. В 1972 году защитил диссертацию на соискание степени кандидата физико-математических наук. Основы диссертации составили установленные им закономерности образования текстуры и изменения электрических свойства при пластической деформации кристаллов висмута.
В 1974 году Анищик стажировался в США, в 1982 году — в Англии. В 1990 году защитил докторскую диссертацию «Структурные и фазовые изменения в переходных металлах при имплантации ионов средних энергий», в следующем году получил звание профессора. Являлся научным руководителем научно-методической лаборатории «Твердотельные преобразователи робототехнических систем», членом программно-консультативного комитета по физике конденсированных сред в ОИЯИ (г. Дубна), членом британского Института физики. Был членом Научного совета ГКНТ при Совете министров СССР, членом экспертных советов ВАК, членом диссертационных советов при БГУ, Институте физики твёрдого тела и полупроводников НАН Беларуси и Физико-техническом институте НАН Беларуси.
С 1990 по 2012 год — заведующий кафедрой физики твердого тела, с 1997 по 2018 год — декан физического факультета БГУ.
Является автором более 400 публикаций, в том числе 7 монографий, 5 учебных пособий, 9 изобретений. Подготовил 15 кандидатов и 3 доктора физико-математических наук.
Президент федерации пауэрлифтинга Белоруссии.

## Научная деятельность
В середине 1970-х годов Анищик освоил новое направление в физике твердого тела — ионно-лучевую модификацию кристаллов. Им выполнен цикл работ по исследованию свойств ионно-имплантированных металлических плёнок, а также массивных образцов переходных металлов и сплавов на их основе. Открыты неизвестные ранее структурно-фазовые превращения при имплантации, контролирующие поведение механических свойств ряда технически важных металлов и сплавов на их основе. Исследован в том числе эффект дальнодействия, состоящий в изменении свойств металлов и сплавов на глубинах, многократно превышающих длину пробега иона в образцах.
В последние годы Анищик с сотрудниками активно исследовал процессы взаимодействия плазменных потоков с кристаллами. В частности, было обнаружено образование наноструктур на поверхности кристаллов, обрабатываемых компрессионными плазменными потоками.

## Награды и членства
- Знак «Отличник народного образования»
- Член Петровской академии наук и искусств (1994)
- Член Международной академии наук Евразии (1997)
- Заслуженный деятель науки Республики Беларусь (1998)
- Член Белорусской инженерной академии (1999)
- Заслуженный работник Белорусского государственного университета (2011)[2]
- Премия Национальных академий наук Беларуси, Украины и Молдовы (2012)
- Лауреат премии имени А. Н. Севченко (2015)[3]

## Основные публикации
- Анищик В. М., Гуманский Г. А. Структурный анализ: элементы теории, задачи, лабораторные работы. — Минск: Издательство БГУ, 1979. — 131 с.
- Анищик В. М., Горушко В. А., Пилипенко В. А., Пономарь В. Н., Понарядов В. В., Пилипенко И. В. Физические основы быстрой термообработки: Создание многоуровневой металлизации. — Минск: Издательство БГУ, 2000. — 145 с. — ISBN 985-445-365-0.
- Анищик В. М., Горушко В. А., Пилипенко В. А., Пономарь В. Н., Понарядов В. В., Пилипенко И. В. Физические основы быстрой термообработки: Температурные поля и конструктивные особенности оборудования. — Минск: Издательство БГУ, 2000. — 136 с.
- Анищик В. М., Горушко В. А., Пономарь В. Н., Понарядов В. В. Физические основы быстрой термообработки: Геттерирование, отжиг ионноимплантированных слоев, БТО в технологии СБИС. — Минск: Издательство БГУ, 2001. — 149 с.
- Анищик В. М., Понарядов В. В., Углов В.В. Дифракционный анализ. — Минск: Издательство БГУ, 2002. — 171 с.
- Анищик В. М., Углов В. В. Модификация инструментальных материалов ионными и плазменными пучками. — Минск: Издательство БГУ, 2003. — 191 с. — ISBN 985-445-906-3.
- Анищик В. М., Русецкий А. В., Толочко Н.К. Инновационная деятельность и научно-технологическое развитие. — Минск: Издательство БГУ, 2005. — 151 с.
- Углов В. В., Черенда Н. Н., Анищик В. М. Методы анализа элементного состава поверхностных слоев. — Минск: Издательство БГУ, 2007. — 167 с.
- Анищик В. М., Борисенко В. Е., Жданок С. А., Толочко Н. К., Федосюк В. М. Наноматериалы и нанотехнологии. — Минск: Изд. центр БГУ, 2008. — 375 с. — ISBN 978-985-476-618-8.
- Углов В. В., Черенда Н. Н., Анищик В. М., Асташинский В. М., Квасов Н. Т. Модификация материалов компрессионными плазменными потоками. — Минск: Издательство БГУ, 2013. — 248  с.
- Анищик В. М., Капцевич В. М., Толочко Н. К. Интеллектуальные материалы: пособие. — Минск: БГАТУ, 2014. — 315 с.
- Федотов А. К., Анищик В. М., Тиванов М. С. Физическое материаловедение: учебное пособие. Часть 3: Материалы энергетики и энергосбережения. — Минск: Вышэйшая школа, 2015. — 463 с.